# Aouste
Aouste és un municipi francès situat al departament de les Ardenes i a la regió del Gran Est. L'any 2007 tenia 203 habitants.

## Demografia

### Població
El 2007 la població de fet d'Aouste era de 203 persones. Hi havia 84 famílies de les quals 20 eren unipersonals (4 homes vivint sols i 16 dones vivint soles), 36 parelles sense fills, 24 parelles amb fills i 4 famílies monoparentals amb fills.
La població ha evolucionat segons el següent gràfic:
Habitants censats

### Habitatges
El 2007 hi havia 107 habitatges, 83 eren l'habitatge principal de la família, 14 eren segones residències i 10 estaven desocupats. Tots els 106 habitatges eren cases. Dels 83 habitatges principals, 70 estaven ocupats pels seus propietaris, 6 estaven llogats i ocupats pels llogaters i 7 estaven cedits a títol gratuït; 1 tenia dues cambres, 5 en tenien tres, 13 en tenien quatre i 64 en tenien cinc o més. 77 habitatges disposaven pel capbaix d'una plaça de pàrquing. A 35 habitatges hi havia un automòbil i a 34 n'hi havia dos o més.

### Piràmide de població
La piràmide de població per edats i sexe el 2009 era:
| Homes | Edats   | Dones |
| ----- | ------- | ----- |
| 0     | 95 o +  | 0     |
| 0     | 90 a 94 | 0     |
| 4     | 85 a 89 | 4     |
| 0     | 80 a 84 | 0     |
| 0     | 75 a 79 | 4     |
| 8     | 70 a 74 | 8     |
| 4     | 65 a 69 | 4     |
| 12    | 60 a 64 | 0     |
| 4     | 55 a 59 | 20    |
| 4     | 50 a 54 | 4     |
| 8     | 45 a 49 | 12    |
| 4     | 40 a 44 | 8     |
| 8     | 35 a 39 | 4     |
| 4     | 30 a 34 | 4     |
| 4     | 25 a 29 | 12    |
| 12    | 20 a 24 | 4     |
| 12    | 15 a 19 | 20    |
| 8     | 10 a 14 | 16    |
| 0     | 5 a 9   | 0     |
| 4     | 0 a 4   | 4     |

## Economia
El 2007 la població en edat de treballar era de 121 persones, 82 eren actives i 39 eren inactives. De les 82 persones actives 73 estaven ocupades (45 homes i 28 dones) i 9 estaven aturades (7 homes i 2 dones). De les 39 persones inactives 14 estaven jubilades, 5 estaven estudiant i 20 estaven classificades com a «altres inactius».

### Ingressos
El 2009 a Aouste hi havia 82 unitats fiscals que integraven 204 persones, la mediana anual d'ingressos fiscals per persona era de 13.046 €.

### Activitats econòmiques
Dels 6 establiments que hi havia el 2007, 1 era d'una empresa alimentària, 3 d'empreses de construcció i 2 d'entitats de l'administració pública.
Dels 3 establiments de servei als particulars que hi havia el 2009, 1 era un guixaire pintor i 2 lampisteries.
L'únic establiment comercial que hi havia el 2009 era una fleca.
L'any 2000 a Aouste hi havia 16 explotacions agrícoles que ocupaven un total de 816 hectàrees.

## Poblacions més properes
El següent diagrama mostra les poblacions més properes.